# Station Ústí nad Orlicí město
Station Ústí nad Orlicí město (Ústí nad Orlicí stad) is een spoorwegstation in de Tsjechische stad Ústí nad Orlicí, in de gelijknamige gemeente. Het station ligt aan lijn 010 van de České dráhy, die van Kolín via Pardubice naar Česká Třebová loopt.
Station Ústí nad Orlicí město ligt net ten zuiden van het centrum van de stad. Het hoofdstation van Ústí ligt ongeveer een kilometer verder naar het westen.
Kolín · Kolín dílny · Starý Kolín · Záboří nad Labem · Týnec nad Labem · Kojice · Chvaletice · Řečany nad Labem · Lhota pod Přeloučí · Přelouč · Valy u Přelouče · Pardubice-Opočínek · Pardubice-Svítkov · Pardubice hlavní nádraží · Pardubice-Pardubičky · Pardubice-Černá za Bory · Kostěnice · Moravany · Uhersko · Sedlíšťka · Zámrsk · Dobříkov u Chocně · Sruby · Choceň · Brandýs nad Orlicí · Bezpráví · Ústí nad Orlicí · Ústí nad Orlicí město · Dlouhá Třebová · Česká Třebová